# عشق، چه کرده‌ای؟
عشق، چه کرده‌ای؟ (به هندی: Pyaar Tune Kya Kiya) یا چرا عاشقت شدم؟ فیلمی است محصول سال ۲۰۰۱ و به کارگردانی راجات موکرجی است. در این فیلم بازیگرانی همچون اورمیلا ماتوندکار، فردین خان، سونالی کولکارنی، سورش اوبروی، آچینت کائور، راجپال یاداو و گائوتامی کاپور ایفای نقش کرده‌اند.